# 高知鱸
高知鱸（学名：Kochichthys flavofasciata），又名海狗甘仔;舉目魚、雨傘閂、花狗母海、沙鱸，为虎鱚科高知鱸屬下的一个种。